# Sido

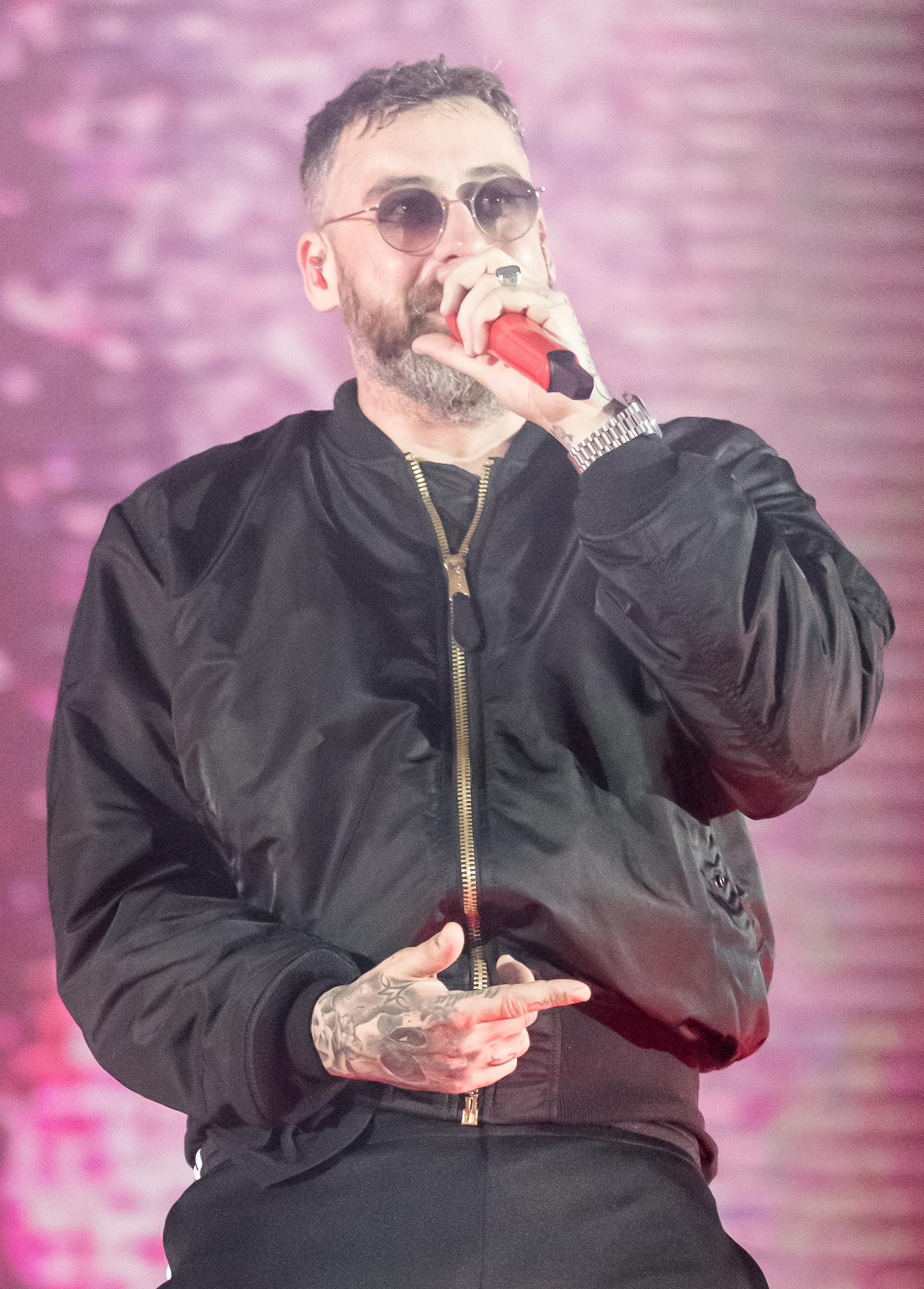
Sido (2020)

Sido (* 30. November 1980 in Ost-Berlin; bürgerlich Paul Hartmut „Siggi“ Würdig) ist ein deutscher Rapper, Musikproduzent, Songwriter und Schauspieler.
Sidos Musik gehört zu verschiedenen Stilrichtungen des Rap: Gangsta-Rap, Pop-Rap, Rap-Rock, Trap, Comedy-Rap, Battle-Rap oder „Rap-Balladen“. Zurzeit steht er bei Urban/Universal Music unter Vertrag. Sein Künstlername stand nach eigenen Angaben zunächst für „Scheiße in dein Ohr“ (eine Zeile Sidos aus dem Royal-TS-Track Terroarr!) und später für „super-intelligentes Drogenopfer“, hat heute jedoch keine Bedeutung mehr.
Sido ist Mitglied der Rap-Formationen Alles ist die Sekte, Die Sekte und Deine Lieblings Rapper. 2004 erhielt er durch die Single Mein Block erstmals breitere Aufmerksamkeit und gilt seitdem gemeinsam mit Bushido als hauptverantwortlich für die kommerzielle Etablierung des deutschsprachigen Ghetto-Rap sowie seines damaligen Labels Aggro Berlin. Den Schallplattenauszeichnungen zufolge hat Sido über 9,7 Millionen Tonträger verkauft und wurde mit mehreren Preisen, darunter einem MTV Europe Music Award und zwei Echos ausgezeichnet.

## Leben

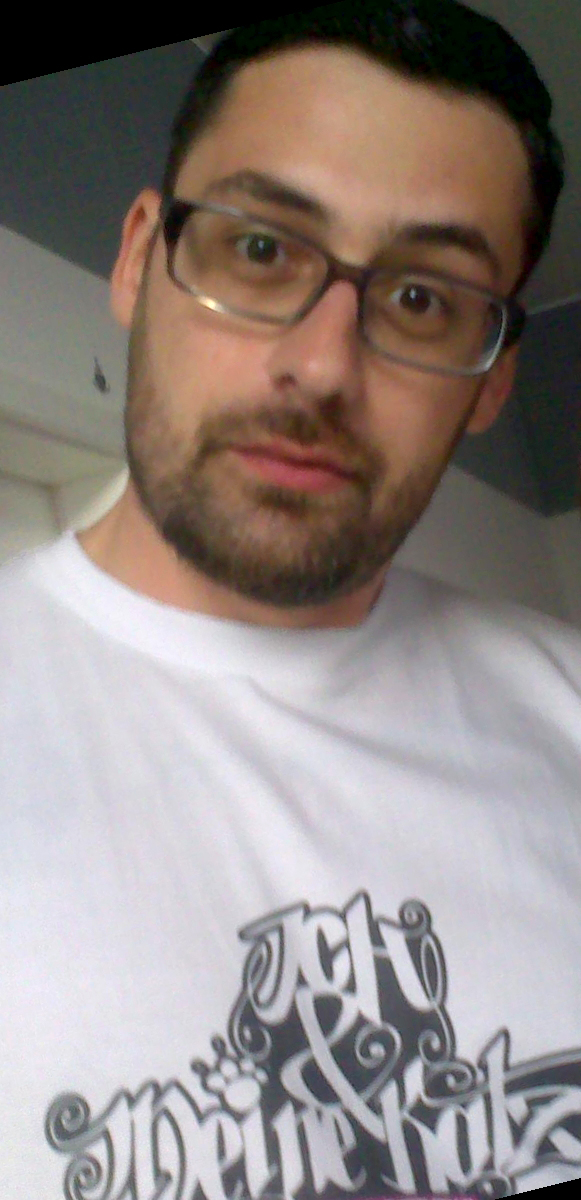
Sido (2010)

Paul Würdig ist Sohn einer Sintiza und eines Deutschen, wie er in einigen Interviews (unter anderem mit den Zeitschriften Galore  und tip) erklärte. In einem bigFM-Interview sagte Sido, er sei außerdem zu einem Achtel iranischer Abstammung.
Bis zu seinem neunten Lebensjahr lebte er mit seiner jüngeren Schwester bei seiner alleinerziehenden Mutter im Ost-Berliner Bezirk Prenzlauer Berg. 1988 wurde der Ausreiseantrag der Mutter genehmigt und sie zog mit den beiden Kindern nach West-Berlin, wo sie kurzzeitig mit Asylbewerbern in einer Notunterkunft im Wedding lebten. Nach neunmonatigem Aufenthalt in Lübeck kehrten sie nach West-Berlin zurück und zogen ins Märkische Viertel, wo Sido die Bettina-von-Arnim-Oberschule (Gesamtschule) besuchte.
Als er erste musikalische Erfolge feiern konnte, war Würdig bereits Vater: Sein ältester Sohn wurde 1999/2000 geboren, sein zweiter Sohn, der – laut Eigenaussage – aus einer kurzzeitigen Beziehung stammt, Mitte der 2000er-Jahre. Mit der Mutter des ersten Sohns war er vorübergehend verlobt, die Beziehung brach aber auseinander. Auf seinen ersten Sohn spielte Sido bereits 2004 mit Zeilen wie „Ich verwöhn meinen Sohn mit Aggro“ (Aggro Ansage Nr. 4) an, auf seinem zweiten Soloalbum Ich widmete er ihm das Lied Ein Teil von mir. Auf geäußerte Kritik an seinem vermeintlichen musikalischen „Erziehungsstil“ gegenüber einem kleinen Kind entgegnete er, dass sein Sohn Musik der Pop-Rock-Gruppe Juli möge und den Teil der Musik seines Vaters, der von Gewalt handle, nicht zu hören bekomme.
Nach fünf Jahren Beziehung verlobte er sich im Februar 2010 mit der ehemaligen Nu-Pagadi-Sängerin Doreen Steinert; sie trennten sich im Frühjahr 2012. Im Sommer 2012 heiratete er die Moderatorin Charlotte Engelhardt. Im August 2013 kam ihr erster gemeinsamer Sohn zur Welt, im April 2016 wurden sie zum zweiten Mal Eltern eines Sohnes. Das Paar gab im März 2020 die Trennung bekannt. Die Scheidung erfolgte 2022. 
Im selben Jahr begab er sich, nach einer Zeit des Drogenabsturzes, durch die Hilfe seines Freundes Kool Savas und seiner Exfrau, in eine stationäre psychiatrische Behandlung. Ohne diesen Klinikaufenthalt, der ihm klargemacht habe, dass er „wieder öfter Paul sein möchte“, erklärte er rückblickend, hätte er nicht überlebt. Sido lebt nördlich von Berlin im brandenburgischen Hohen Neuendorf. Diversen Medienberichten zufolge wurde er Ende November 2024 Vater einer Tochter.

## Karriere

### Musikalische Karriere

#### Die Anfänge (1997–2003)

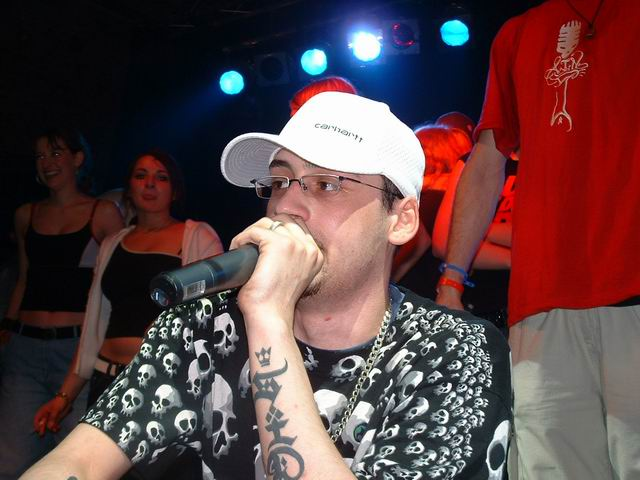
Sido auf dem Hiphop-Open in Stuttgart (2003)

Würdig begann eigenen Angaben zufolge mit 13 erstmals zu rappen, da er von der Aufmerksamkeit der Mitglieder lokaler Schulbands beeindruckt gewesen sei, aber selbst weder singen noch ein Instrument spielen habe können. Seine ersten Texte rappte er dabei zunächst auf Englisch, wechselte dann aber eigenen Angaben zufolge schnell komplett zu deutschsprachigem Rap. Ab 1997 trat er wie mehrere andere Berliner MCs häufig bei Open-Mic-Session der Kreuzberger Kellerkneipe Royal Bunker auf. Zusammen mit seinem Jugendfreund und zeitweiligen Mitbewohner Bobby Davis, der als B-Tight auftrat, gründete Würdig als Sido dabei das Rap-Duo Royal TS, wobei Royal für Royal Bunker und TS für Tight und Sido stand. Gleichzeitig gründeten gemeinsam mit Royal TS Rhymin Simon und Vokalmatador die Rap-Crew Die Sekte. Über das aus der gleichnamigen Kellerkneipe entstandene Hip-Hop-Undergroundlabel Royal Bunker veröffentlichte Sido 1998 bzw. 2000 mit Royal TS die Demotapes Wissen Flow Talent und Back in Dissniss sowie 1999 das Die Sekte-Demotape Sintflows. Im Juli 2000 trennte sich Die Sekte von Royal Bunker. Nach späteren Angaben Sidos erfolgte die Trennung wegen Differenzen mit dem Royal-Bunker-Geschäftsführer Marcus Staiger, dessen geschäftliches Hauptaugenmerk nach Ansicht Der Sekte auf der damals ebenfalls bei Royal Bunker unter Vertrag stehenden Rap-Crew MOR und insbesondere deren Mitglied Kool Savas gelegen habe. DJ Tomekk präsentierte SIDO das erste Mal einem breiteren Publikum. Die beiden waren schon länger befreundet und fertigten von SIDOs Arschficksong eine Dubplate an und Tomekk spielte sie deutschlandweit in Clubs. Specter war zu dieser Zeit als Art Director für Tomekk tätig.
Bei einem Konzert im Berliner Freestyle-Cage G-Spot wurde Specter, einer der drei zukünftigen Chefs des damals noch nicht existierenden Labels Aggro Berlin, auf Die Sekte aufmerksam. Gemeinsam mit Halil Efe und Jens „Spaiche“ Ihlenfeld beschloss Specter daraufhin das Label zu gründen und Die Sekte unter Vertrag zu nehmen. Zum Abschluss der Vertragsverhandlungen trennten sich Vokalmatador und Rhymin Simon jedoch von Der Sekte, da sie ihrerseits keine Kompromisse hinsichtlich der Kommerzialisierung der gemeinsamen Musik eingehen wollten. Sido und B-Tight wurden daraufhin als Duo als erste Künstler des Labels Aggro Berlin verpflichtet und benannten sich bald darauf von Royal TS in Alles ist die Sekte, kurz A.i.d.S., um.

#### Beginn der Solokarriere (2003–2009)
Nachdem er bereits auf den ersten Labelsamplern von Aggro Berlin mitunter Solosongs beigesteuert hatte, von denen der 2002 auf Aggro Ansage Nr. 1 erschienene Arschficksong bis dahin der bekannteste blieb, wurde Sido ab Ende 2003 mit dem Weihnachtssong des Labelsamplers Aggro Ansage Nr. 3, dessen Musikvideo regelmäßig im deutschen Musikfernsehen gezeigt wurde, von Aggro Berlin gezielt als Solokünstler außerhalb von A.i.d.S. auf dem Markt platziert. Beide genannten Lieder standen bald darauf im Fokus des Jugendschutzes: Sie wurden wegen frauenverachtender Inhalte der Bundesprüfstelle für jugendgefährdende Medien zur Prüfung vorgelegt, aber nicht indiziert. Das Video zum Arschficksong wurde mit der Altersfreigabe ab 16 Jahren (FSK 16) freigegeben.

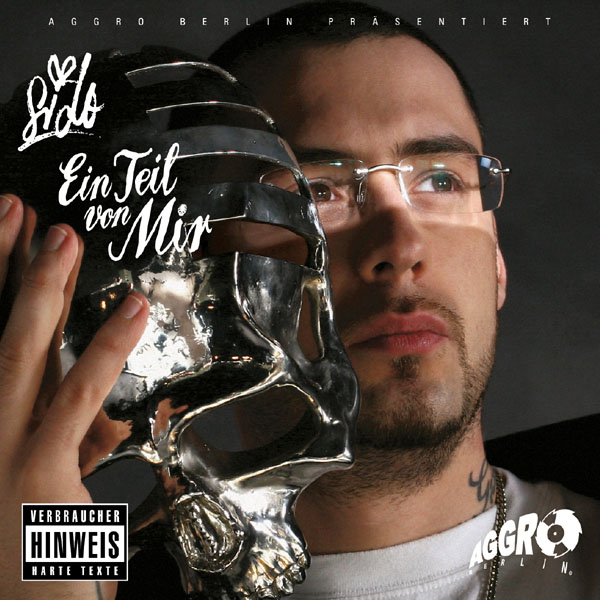
Sido mit seiner Maske auf dem Cover zur Single Ein Teil von mir (2007)

Ab Veröffentlichung des Weihnachtssongs trug Sido bei Konzerten und öffentlichen Auftritten zunächst ausschließlich eine verchromte Totenkopfmaske, deren Schädel gleichzeitig an die Form eines Shure-Mikrofons angelehnt war. Diese hatte Aggro Berlins Specter 2002 nach der Idee B-Tights und Sidos entworfen, die dabei von dem US-amerikanischen Rapper Ghostface Killah inspiriert gewesen waren, der zum Anfang seiner Karriere mit einer Hockeymaske aufgetreten war. Diese stand ebenso Namenspate für Sidos erstes Soloalbum Maske, das Ende April 2004 veröffentlicht wurde und Platz 3 der deutschen Alben-Charts erreichte. Mitverantwortlich für den Erfolg des Albums war die drei Wochen zuvor erschienene Single Mein Block, die Sido und Aggro Berlin in der breiten Öffentlichkeit bekannt machte. Der Song beschreibt die (vorgeblich) ghettoartige soziale Realität in einem Plattenbau der Berliner Trabantenstadt Märkisches Viertel („MV“), die als Problemsiedlung bekannt ist. Sidos Album Maske verkaufte sich über 180.000 Mal und wurde mit einer Goldenen Schallplatte ausgezeichnet. Auf die Albumveröffentlichung folgte die Single Fuffies im Club, die ebenso wie Mein Block in den Charts in die Top 20 stiegen. Zudem wurde noch der Arschficksong (mit leicht zensiertem Video) zum ersten Mal offiziell als Single veröffentlicht, was Sido drei Singles gleichzeitig in den Charts bescherte. Die dritte Single des Albums, Mama ist stolz, ist ein ernst gemeinter Ausdruck der Dankbarkeit Sidos für seine Mutter (Nur meine Mutter hat immer hinter mir gestanden), die ihren Text darin selbst einspricht. Anlässlich des Bundesvision Song Contests im Februar 2005, bei dem Sido den dritten Platz für Berlin belegte, nahm er während der Performance von Mama ist stolz erstmals seit 2003 öffentlich seine Maske ab. Dieser Auftritt war der vorläufige Höhepunkt seiner zunehmenden Fernsehpräsenz im Umfeld von Stefan Raab und dessen ProSieben-Sendung TV total. Im März 2005 nahm Sido an der ebenfalls von Raab initiierten Wok-WM teil.
Im Laufe des Jahres 2005 arbeitete Sido für einzelne Kollaborationen vermehrt mit Künstlern außerhalb der deutschen Rapszene, darunter etwa dem britischen Rapper Mike Skinner eine deutsche Version von Blinded by the Lights oder dem polnischen Rapper Gural zusammen. Zusammen mit dem Rapper Harris vom Berliner Hip-Hop-Duo Spezializtz veröffentlichte Sido als Duo Deine Lieblings Rapper im Oktober 2005 zudem das Album Dein Lieblings Album. Die einzige Single des Albums, Steh wieder auf, erregte auf Grund ihres Videos Aufsehen, da sich Sido und Harris in dem Video kreuzigen ließen. Als Grund für diesen Auftritt nannte Sido in einem Interview, er sei eine Art „Jesus“ für die deutsche Rapszene. Immer wenn etwas an Deutschrap auszusetzen sei, sehe man sein Gesicht als Aufmacher. Gleichzeitig reagierte er damit auf die Indizierung seines Albums Maske und dreier Aggro-Ansage-Alben im Herbst 2005, die allerdings im April 2006 in abgeänderter Version neu erschienen (als Maske X etc.). Steh wieder auf knüpfte mit einer Top-100-Höchstplatzierung auf Platz 14 an Sidos Solo-Erfolge aus dem Vorjahr an. Dein Lieblings Album brachte beiden Künstlern mit Platz 2 der Albumcharts ihre bis dahin höchste Chartplatzierung ein. Gleichzeitig stieß der zunehmende Erfolg des Rappers erstmals auf größeren Widerstand in Teilen der Rapszene. Bei einem Auftritt vor der Albumveröffentlichung beim Hip-Hop- und Reggaefestival splash! 2005 beendete Sido vorzeitig, da er und Harris vom Publikum ausgebuht und mit Gegenständen und Lebensmitteln beworfen wurden. Sido bezeichnete den Auftritt später rückblickend als den „beschissensten Auftritt aller Zeiten“. Die Künstler von Sidos Labels Aggro Berlin traten fortan nicht mehr beim Splash-Festival auf. Nach Schließung des Labels befand sich Sido erst Ende 2015 erstmals wieder in Verhandlungen über einen erneuten Auftritt bei dem Festival.
Ende 2006 veröffentlichte Aggro Berlin Sidos zweites Soloalbum Ich, auf dem erstmals das für die Produktion seiner künftigen Alben hauptverantwortliche Duo Paul NZA und Marek Pompetzki den Großteil aller Produktionen übernahm. Nach circa 80.000 Vorbestellungen wurde für Ich schon zwei Tage nach Veröffentlichung das Erreichen 100.000 verkauften Einheiten zur Auszeichnung mit einer Goldenen Schallplatte bekanntgegeben. Gleichzeitig erreichten mit Straßenjunge, Ein Teil von mir und Schlechtes Vorbild alle Singles eine Top-20-Platzierung in den deutschen Single-Charts. Mit denselben Singles erreicht Sido erstmals seit Mein Block auch in Österreich wieder die Single-Charts. Insbesondere Schlechtes Vorbild wurde dort mit einer Höchstplatzierung auf Rang 18 erfolgreich, blieb für fünf Jahre sein am längsten in österreichischen Charts platzierter Titel und etablierte Sido in Österreich dauerhaft als Solo-Künstler.
Am 15. November 2006 veröffentlichte Sido eine Biografie unter dem Titel Ich will mein Lied zurück. Im Frühjahr 2007 gründete Sido zusammen mit B-Tight das Label Sektenmuzik, auf dem alle Mitglieder von Die Sekte unter Vertrag genommen wurden, veröffentlichte zwei Monate spätere eine Kompilation bisheriger Kollaborationen mit anderen Künstlern namens Eine Hand wäscht die Andere (korrekt wäre: „andere“, die Großschreibung ist falsch). Vor allem machte Sido 2007 durch zunehmende TV-Präsenz, unter anderem durch mehrere Moderationsauftritte bei Urban TRL oder die Verleihung des Musikpreises Comet in Köln sowie seine Tätigkeit als Juror der siebten Staffel der Castingshow Popstars, auf sich aufmerksam, ehe er mit der Veröffentlichung seines dritten Soloalbums Ich und meine Maske Ende Mai 2008 erstmals Platz 1 der deutschen Albumcharts erreichte. Gleichzeitig wurde Sido für das Album sowohl mit seiner ersten Goldenen Schallplatten ausgezeichnet und konnte in den deutschen Charts mit Augen auf / Halt dein Maul seine erste Top-10-Single platzieren. In der Schweiz erreichte Ich und meine Maske sogar Platin-Status und brachte Sido einen Swiss Music Award ein.

#### Musikalische Neuorientierung (2009–2012)

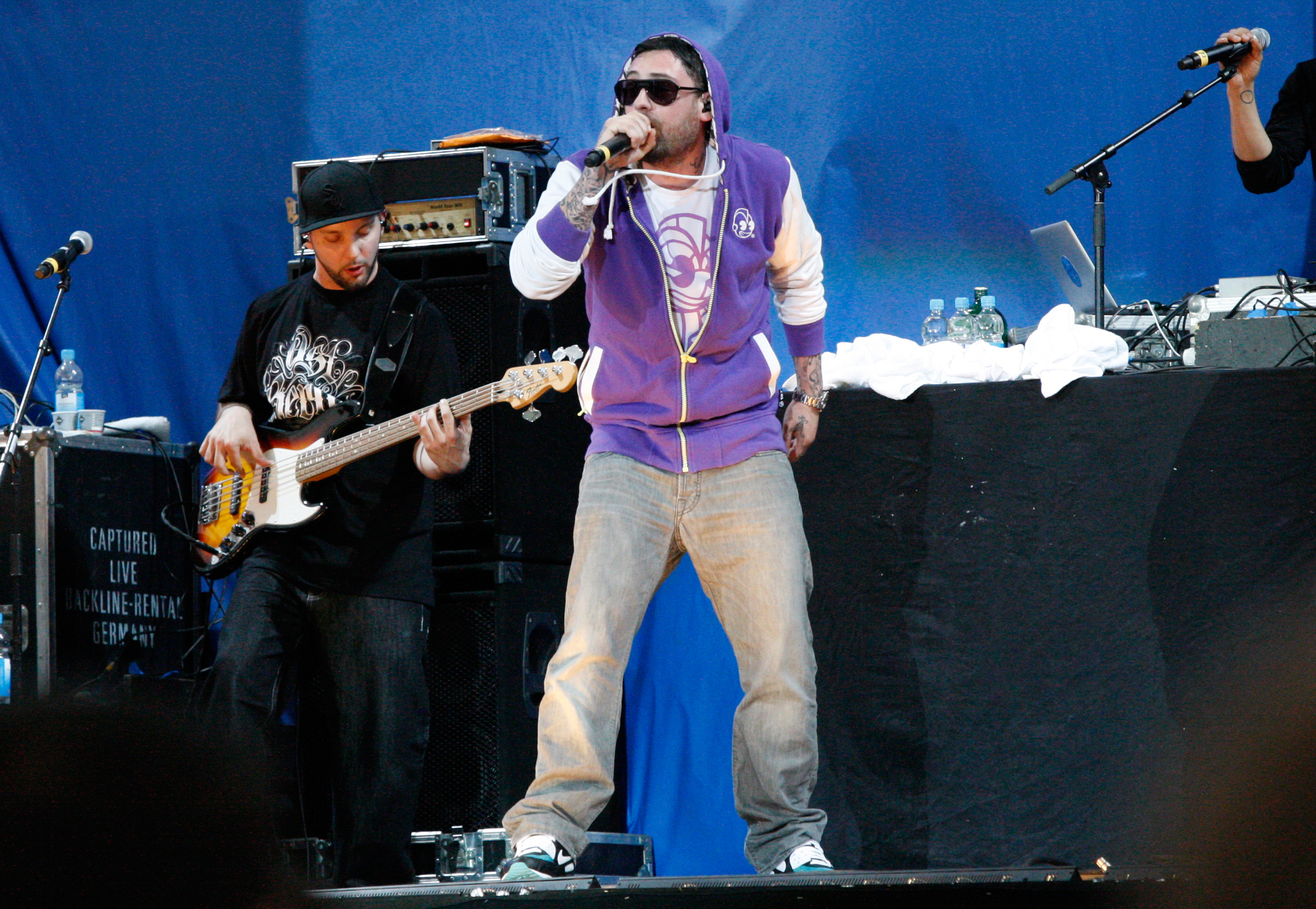
Sido (2011)

Nach der Schließung seines langjährigen Labels im April betitelte Sido sein am 30. Oktober 2009 erschienenes viertes Soloalbum nach diesem als  Aggro Berlin. Mit einem Charteinstieg auf Platz 5 verzeichnete Sido seine bis dato niedrigste Platzierung als Solokünstler. Als erstes Soloalbum des Künstlers erreichte es zudem weder in Deutschland, Österreich noch der Schweiz die Verkaufszahlengrenze zur Verleihung einer Goldenen Schallplatte. Erfolgreicher wurde demgegenüber die erste Albumsingle Hey du!, in welcher sich Sido für den in Berliner Dialekt gesungenen Refrain Marias Lied aus Linie 1 bedient. Diese erzählt von Sidos Kindheit in der DDR und danach in West-Berlin. Erstmals in seiner Karriere machte Sido dabei seine Ost-Berliner Herkunft öffentlich. Als Aushängeschild des West-Labels Aggro Berlin hatte er daraus lange ein Geheimnis gemacht und verbreitet, er sei in Berlin-Reinickendorf geboren. Im Lied berichtet er, dass es nicht gerade „cool“ war, ursprünglich aus dem Osten zu kommen, und dass er nicht von seinen Kumpels gehänselt werden wollte. Hey Du erreichte Platz 4 der deutschen Single-Charts und brachte Sido nach insgesamt sechs ertraglosen Nominierungen in den Vorjahren in der Kategorie Bestes Video seinen ersten Echo ein.
Ende Januar 2010 gab Sido im Kulturzentrum Fontane-Haus im Märkischen Viertel, ein Unplugged-Konzert, das von MTV aufgezeichnet wurde. An dem Konzert wirkten Adel Tawil von Ich + Ich, Kurt Krömer, die Hip-Hop-Formation K.I.Z und Stephan Remmler von Trio mit. Sido ist der siebte deutsche Künstler und nach den Fantastischen Vier der zweite deutsche Hip-Hop-Act, der ein MTV Unplugged machte. Das dazugehörige Album wurde im Mai 2010 veröffentlicht. Die daraus ausgekoppelte Single Der Himmel soll warten erreichte Platz 2 der deutschen Charts und verkaufte sich über 150.000 Mal. Auch die Single-Auskopplung Da Da Da – eine gemeinsam mit Stephan Remmler interpretierte Cover-Version – konnte sich in den deutschen Single-Charts platzieren.
Ende 2010 tauchte im Internet ein Lied der unbekannten Punkband Fritzl’s Töchter auf, das vom Rapper und Sido-Vertrauten Liquit Walker promotet wurde. Schnell wurde die Vermutung laut, beim Sänger der Band handle es sich um Sido selbst. Zudem hatte dieser einige Zeit zuvor bekanntgegeben, mit einer Punkband musizieren zu wollen. Eine Verbindung zu Fritzl’s Töchter wurde jedoch dementiert. Erst Mitte 2012 gab Sido in einem Interview bekannt, Teil der Band zu sein. Obwohl albumreifes Material vorhanden sei, sei vorerst aber keine Veröffentlichung geplant.
2011 nahm Sido gemeinsam mit seinem langjährigen Rivalen Bushido ein Album mit dem Titel 23 auf, das beide als Formation desselben Namens veröffentlichten. Da diese Formation nicht von Sidos Verträgen als Solo-Künstler erfasst war, erschien 23 nicht wie Sidos letzte Veröffentlichungen bei der Universal Music Group, sondern über Sony. 23 erreichte 2011 in Österreich sowie 2012 in Deutschland Gold-Status und sorgte insbesondere wegen seiner beiden Singles, dem mit einem Echo in der Kategorie „Bestes Video“ ausgezeichneten So mach ich es sowie der Zusammenarbeit mit Peter Maffay auf Erwachsen sein, die im öffentlichen Streit der beiden Rapper mit Maffay mündete, für mediale Aufmerksamkeit. Gleichzeitig gab es Stimmen aus dem Musikgeschäft, die angesichts der ersten großen Zusammenarbeit der beiden erfolgreichsten deutschen Rapper der Vorjahre von dem Projekt in Deutschland höhere Verkaufszahlen und damit eine schnellere erfolgende Auszeichnung mit einer Goldenen Schallplatte erwartet hatten.
Am 14. Dezember 2012 erschien das Best-Of-Album #Beste, das neben Sidos persönlichen Lieblingsliedern sechs zuvor unveröffentlichte Titel enthielt. Die Auskopplung Bilder im Kopf avancierte zu seiner bis dahin erfolgreichsten Single und wurde in Deutschland mit Platin ausgezeichnet. Weiterhin wurde eine DVD seines „Sido & Friends“-Konzertes vom Juni 2012 in Wien angekündigt. Diese ist bislang allerdings noch nicht erschienen.

#### Regelmäßige Single-Erfolge (seit 2013)
Am 18. Oktober 2013 wurde ein Video zu dem Lied 30-11-80 veröffentlicht, dem Titeltrack seines am 29. November erscheinenden Albums. Die Zahlen im Titel stehen für Sidos Geburtsdaten. In dem fast elf Minuten langen Track sind 18 weitere Künstler vertreten, laut Sido damit fast alle seine „Lieblingsrapper“. Zwei Wochen vor der Albumveröffentlichung wurde vorab die Single Einer dieser Steine, eine Zusammenarbeit mit Mark Forster, veröffentlicht. Am 29. November 2013 wurde zudem ein gleichnamiges Soloalbum veröffentlicht, das bereits in der ersten Verkaufswoche auf Platz 1 der deutschen Albumcharts einstieg. Neben Gastbeiträgen diverser deutscher Rapper waren auf 30-11-80 auch Helge Schneider, Marius Müller-Westernhagen und Mark Forster vertreten. Mit Einer dieser Steine und Liebe verkauften sich zwei Titel des Albums jeweils über 150.000 Mal. Ein Jahr später arbeitete Sido als Gast auf dessen Single Au revoir erneut mit Forster zusammen. Dieses Lied erreichte in Deutschland im Rahmen der Fußball-Weltmeisterschaft 2014 Platz 2 der deutschen Charts und wurde für über 600.000 in Deutschland abgesetzte Einheiten mit Doppel-Platin ausgezeichnet.
Am 14. August 2015 veröffentlichte Sido als zweite Vorabauskopplung aus seinem Album VI die Single Astronaut, eine Zusammenarbeit mit dem Sänger Andreas Bourani. Die Single stieg sofort nach Veröffentlichung auf Platz eins der deutschen Single-Charts ein und ist nach elf Jahren Chartkarriere Sidos erster Nummer-eins-Hit in Deutschland. Insgesamt verkaufte sich auch Astronaut in Deutschland über 800.000-mal.

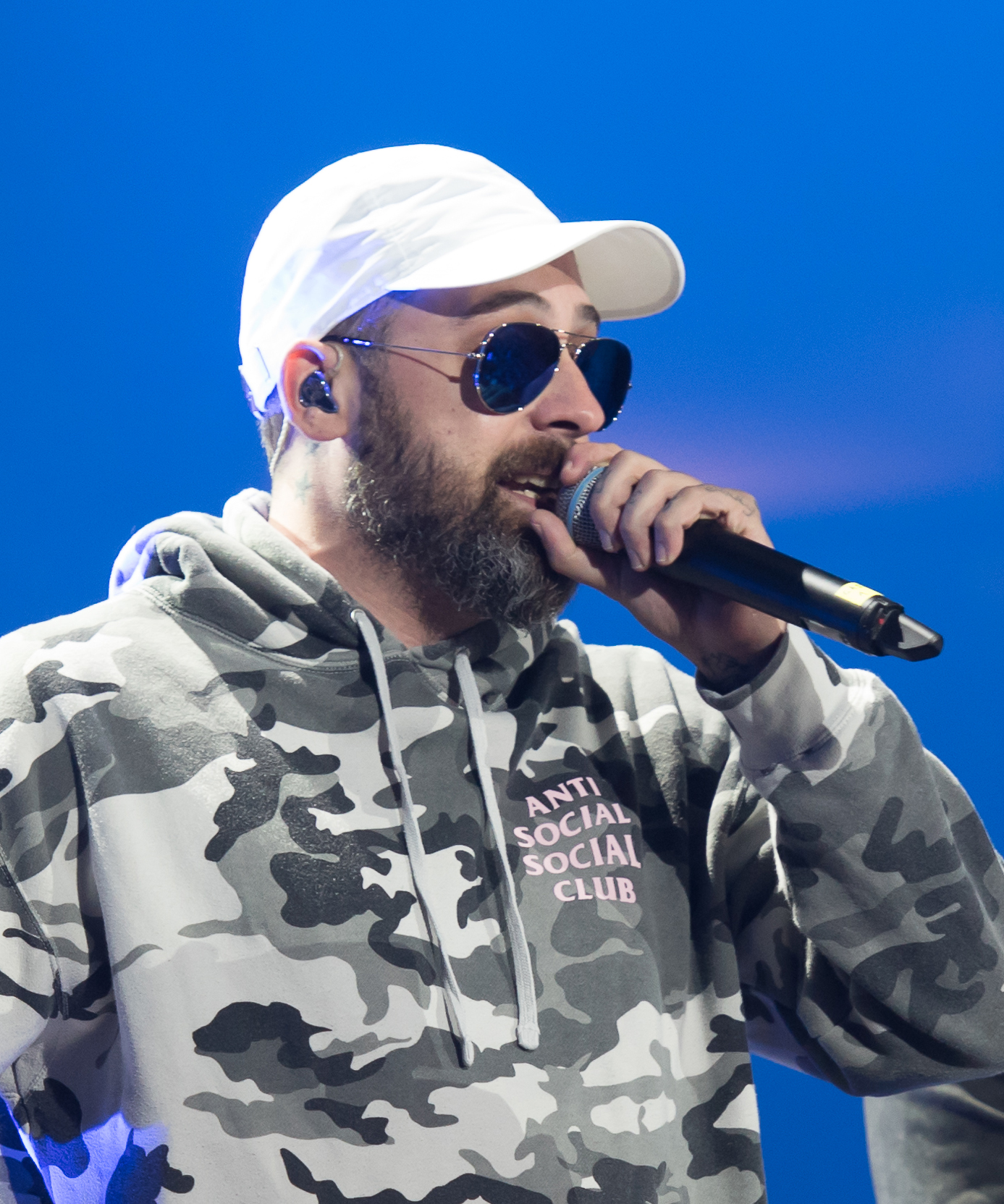
Sido beim Global Citizen Festival in Hamburg (2017)

Am 18. November 2016 erschien sein siebtes Soloalbum Das goldene Album. Das Album stieg am 25. November 2016 auf Platz 2 in die deutschen Charts ein und konnte sich 16 Wochen in den Top 100 halten.
Am 29. September 2017 erschien zusammen mit Kool Savas das Kollaboalbum Royal Bunker. Es stieg am 6. Oktober 2017 auf Platz eins in die deutschen Charts ein und verblieb 21 Wochen in den Top 100.
Zum 1. Juni 2018 veröffentlichte Sido zusammen mit dem Schweizer House-Produzenten DJ Antoine sowie dem Sänger Moe Phoenix die Single Yallah Habibi. Die Zusammenarbeit unterscheidet sich stilistisch durch die dominierenden Dance-Elemente im Song von den meisten seiner bisherigen Veröffentlichungen, stieg aber dennoch erfolgreich in den deutschsprachigen Markt ein. So hielt sich die Single sieben Wochen lang in den offiziellen deutschen Singlecharts und schaffte in der Schweiz sogar den Sprung in die Top 40.

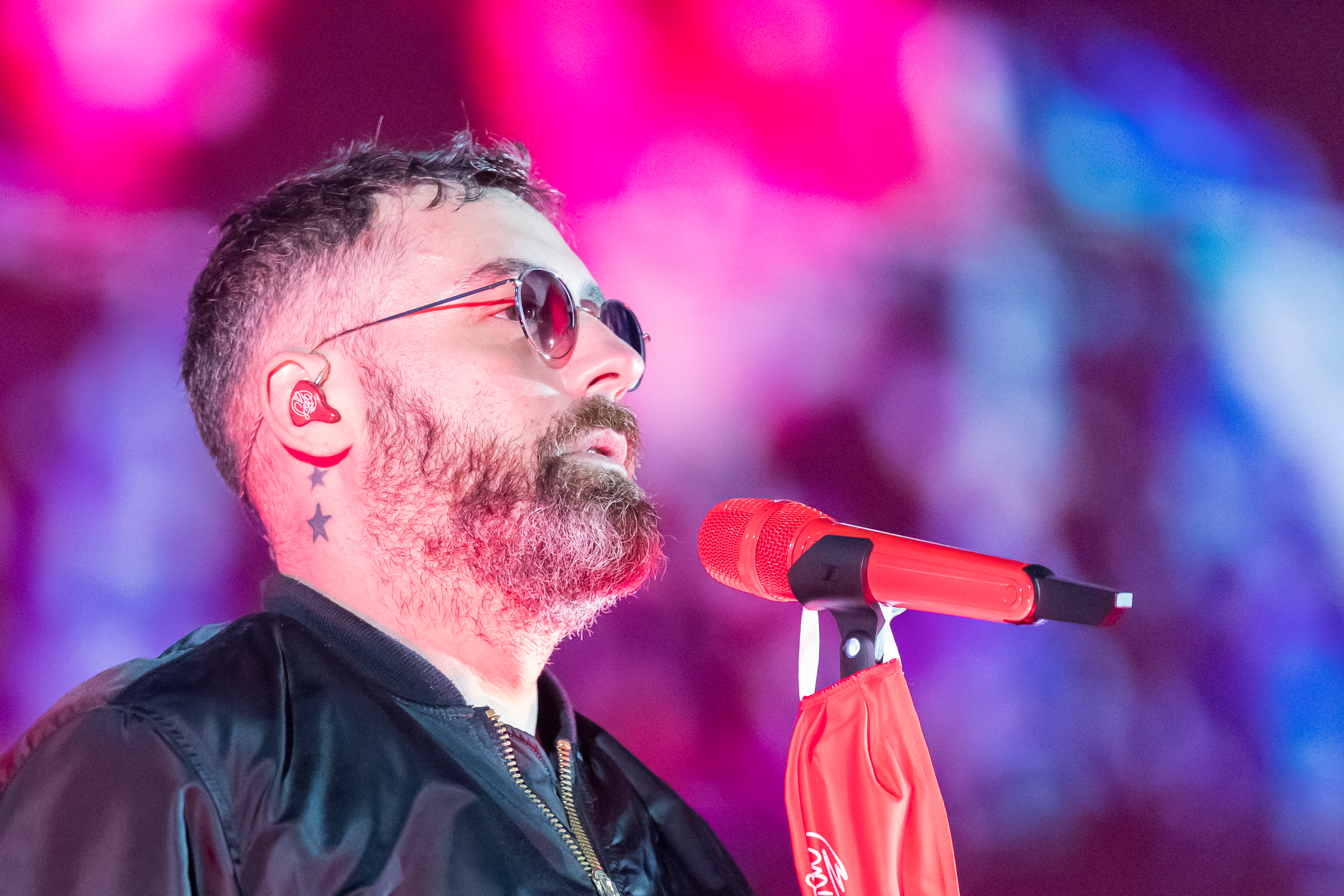
Sido beim CARStival 2020

Am 27. September 2019 erschien sein achtes Soloalbum Ich und keine Maske. Das Album stieg am 4. Oktober 2019 auf Platz 1 in die deutschen Charts ein und erhielt im November 2020 für mehr als 100.000 Verkäufe in Deutschland eine Goldene Schallplatte.
Im Frühjahr 2020 spielte Sido wegen der Covid-19-Pandemie zahlreiche vor in Autos sitzenden Zuschauern aufgeführte Konzerte, darunter allein drei ausverkaufte Konzerte im Rahmen der hannoverschen Autokultur-Veranstaltungsreihe.
In einem Interview mit SRF 3 im August 2022 gab Sido bekannt, dass am 9. Dezember 2022 sein neues Album Paul erscheinen wird.

### Fernseh- und Filmkarriere
Nach diversen TV-Auftritten im Rahmen der Sendung TV total und Moderationen, meist im Rahmen der MTV-Sendung TRL Urban, wurde Sido 2007 Jurymitglied in der siebten Staffel der Castingshow Popstars. Im Jahr 2009 hatte Sido einen Gastauftritt in dem Film Männersache mit Mario Barth und Dieter Tappert in den Hauptrollen und wirkte in dem Reality-Format Club der bösen Mädchen (gesendet in den Pro7-Magazinen SAM und taff) in der im Juni 2009 ausgestrahlten dritten Staffel als Erzieher mit.
Einen Tag vor der Bundestagswahl 2009, am 26. September 2009, zeigte ProSieben, in Zusammenarbeit mit der Bundeszentrale für politische Bildung, die Sendung „Sido geht wählen“. Sido sprach dafür mit Politikern aller Fraktionen, darunter Renate Künast von der Partei Bündnis 90/Die Grünen und SPD-Kanzlerkandidat Frank-Walter Steinmeier, und ließ sich erklären, warum er zur Wahl gehen soll und wofür die einzelnen Politiker und Parteien stehen. Die Sendung wurde für den Grimme-Preis 2010 nominiert. Eine weitere Nominierung erhielt „Sido geht wählen“ in der Kategorie Bestes Dokutainment für den Deutschen Fernsehpreis.
Für den ORF war Sido seit Ende 2010 als Juror in diversen Castingshows tätig, so war er Mitglied der Jury in der österreichischen Casting-Show Helden von morgen und in der Talentshow Die große Chance. Zwischen Dezember 2011 und Februar 2012 war die Dokusoap Blockstars – Sido macht Band zu sehen, in der Sido mit Jugendlichen aus sozial schwachen Verhältnissen eine Rapgruppe gründete. Im Oktober 2012 sorgte Sido nach einer Folge der Großen Chance mit einem Faustschlag gegen den damaligen ORF-Societyreporter Dominic Heinzl für einen Skandal. Heinzl ging einige Sekunden danach zu Boden. Der ORF suspendierte daraufhin die Zusammenarbeit mit Sido. Nach einer Entschuldigung und nur einer Woche mit vorübergehendem Ersatz in der Jury wurde er aber doch wieder eingesetzt. Im März 2014 kündigte Sido bei einem Konzert in Graz an, für die vierte Staffel der Großen Chance ab April 2014 nicht mehr zur Verfügung zu stehen. Der ORF gab bekannt, man trenne sich in „beiderseitigem guten Einvernehmen“.
Am 29. Dezember 2011 kam der Film Blutzbrüdaz in die Kinos, in dem Sido eine der Hauptrollen spielt. Der Film startete mit rund 130.000 Zuschauern in 257 Kinos innerhalb einer Woche und landete damit auf Platz 6 der deutschen Kinocharts.
Im März 2013 gewann er in der Talksendung Absolute Mehrheit 300.000 Euro mit Thesen zur Legalisierung von weichen Drogen. Über die Verwendung des Geldes machte er keine Angaben, sein Management erklärte, dass er Spendenempfänger nicht öffentlich benennen würde.
2013 war Sido in Die Spätzünder 2 – Der Himmel soll warten zu sehen, in der er sich selbst spielt. Im Film Halbe Brüder des Regisseurs Christian Alvart aus dem Jahr 2014 übernahm er an der Seite von Fahri Yardım und Tedros Teclebrhan eine Hauptrolle.
In der Gesangs-Castingshow The Voice of Germany war Sido in der 9. Staffel einer der vier Coaches und erreichte dort mit Kandidatin Freschta Akbarzada den 5. Platz.
2017 war er neben Christian Ulmen und Fahri Yardım in zwei Folgen der Comedy-Fernsehserie Jerks. zu sehen, in der er sich selbst parodierte.
Seit 2020 war Sido in unregelmäßigen Abständen Gast in der Unterhaltungssendung Joko & Klaas gegen ProSieben.
2024 trat er beim TV-Comeback von Stefan Raab auf und sang an der Seite von Raab und Ski Aggu das gemeinsam produzierte Lied Pa aufs Maul.

### Livestreamevents
Vom 16. bis 19. Juli 2020 war Sido Teil eines 72-stündigen Livestreams auf dem Twitch-Kanal von Jens „Knossi“ Knossalla. Am sogenannten „Angelcamp“ nahe Brandenburg an der Havel waren außer ihm und Knossalla noch Manny Marc und Sascha Hellinger sowie diverse Gäste wie MontanaBlack, Kool Savas, Frauenarzt, Andreas Bourani und Pietro Lombardi beteiligt. Am ersten Tag knackte der Stream mit zeitweise rund 220.000 gleichzeitigen Zuschauern den deutschen Zuschauerrekord auf der Streaming-Plattform Twitch, der am Abend des dritten Tages sogar auf über 300.000 parallele Zuschauer ausgebaut wurde. Ein weiteres zweitägiges Livestream-Event fand in der gleichen vierköpfigen Besetzung unter dem Namen „Horrorcamp“, 30. Oktober bis 1. November 2020 im Hotel Waldlust statt. Der deutsche Zuschauerrekord wurde bei diesem Event auf über 330.000 parallele Zuschauer ausgebaut.

### Weitere Geschäftstätigkeiten
Mitte 2010 eröffnete er in Berlin ein Tattoo-Geschäft mit dem Namen Ich und meine Katze, 2015 kam ein weiterer Laden in München dazu. Das Münchner Studio wurde 2017 wieder geschlossen, auch die Berliner Niederlassung gibt es nicht mehr.
Anfang 2013 brachte Sido in Zusammenarbeit mit der belgischen Firma On.Earz seine Kopfhörer Superstarz auf den Markt. 2015 eröffnete Sido in München eine Bar und ein weiteres Tätowierstudio. In Zusammenarbeit mit Burkhard Westerhoff kreierte Sido zudem seinen eigenen Wodka (Kabumm).
Sido gilt überdies als einer der Finanziers der Web-TV-Sendung 51TV mit Playboy 51. Am 1. August 2010 war er selbst Gast in der zweistündigen Liveshow, in der er auch ein Urlaubsvideo vorstellte und im Duett mit Çalıkıran diverse Rapzeilen vortrug.
Im Jahr 2015 wurde von Sido das Independent-Label Goldzweig gegründet.

## Kontroversen

### Auseinandersetzungen mit anderen Musikern
2004 kam es im Backstage-Bereich des MTV HipHop Open in Stuttgart zu einer Schlägerei zwischen Sido und dem Rapper Azad. Über die weiteren Beteiligten und den genauen Ablauf der Auseinandersetzung gibt es widersprüchliche Angaben. Anlass soll eine von Sido auf der Bühne ausgesprochene, sexuelle Beleidigung gegen Azads Mutter gewesen sein.
Am 27. Januar 2007 kritisierte Sido bei der Show TRL die Band Linkin Park und Bandmitglied Mike Shinodas Nebenprojekt Fort Minor. Dies sorgte für Aufruhr in den Fangemeinden beider Bands.

### Strafverfahren
Am 12. Oktober 2009 wurde ein Verfahren gegen Sido wegen Beleidigung, Bedrohung und Körperverletzung eröffnet. In der Anklage wurde ihm unter anderem vorgeworfen, eine gehbehinderte Frau mit Steinen beworfen zu haben, was Sido jedoch bis zuletzt bestritt. Das Verfahren wurde gegen Zahlung einer Geldauflage von 12.000 Euro und Zahlung von 2.000 Euro an die Rentnerin eingestellt.

### Konflikte im Rahmen von Sidos Tätigkeit für den ORF
Im September 2011 kam es bei der ORF-Castingshow Die Große Chance zu einem Streit zwischen Sido und dem Kronen-Zeitung-Kolumnisten Michael Jeannée. Nachdem Jeannée backstage vor laufender Kamera erklärt hatte: „Der Sido, der gehört vernichtet“, brachte die Kronen Zeitung einen sehr negativen Artikel über den Rapper unter dem Titel Das Leben des „ORF-Stars“ als einziger Mix aus Kriminalität und Taktlosigkeit. Sido ging aufgrund des Artikels juristisch gegen die Kronen Zeitung vor, verklagte sie erfolgreich wegen übler Nachrede und auf Schadenersatz in Höhe von 7.000 Euro.
Im November 2011 sorgte Sido im Rahmen einer Gala in Wien durch die Aussage „Ihr Österreicher habt uns da mal einen rübergeschickt, der uns Ordnung beigebracht hat!“ für einen Eklat. Dies wurde als Anspielung auf Adolf Hitler interpretiert. Einige ORF-Moderatoren, darunter Martina Kaiser und Eberhard Forcher, reagierten mit Empörung auf die Aussagen, zumal Sido vom Österreichischen Rundfunk gefördert wurde. ORF-Programmdirektor Wolfgang Lorenz erklärte daraufhin: „Der Satz, der während Sidos Bühnenshow gefallen ist, war ausschließlich ironisch gemeint und ein Versuch des Künstlers, die Stimmung auf der Tanzfläche zu heben. Von der überwiegenden Zahl der Anwesenden wurde diese Ironie auch erkannt und daher mit einem Schmunzeln quittiert.“
Am 20. Oktober 2012 gab der ORF bekannt, die Zusammenarbeit mit Sido mit sofortiger Wirkung zu beenden. Am Vortag war es im Anschluss an die Liveshow Die große Chance zu einer Auseinandersetzung zwischen dem ORF-Reporter Dominic Heinzl und Sido gekommen, im Zuge derer Sido handgreiflich wurde. Gemäß einem von Heinzl veröffentlichten Videomitschnitt entwickelte sich das Zusammentreffen der beiden Kontrahenten zu einem Streit. Die Konfrontation eskalierte, und Sido begann daraufhin, Heinzl wüst zu beschimpfen, und attackierte ihn schließlich mit einem Faustschlag ins Gesicht, woraufhin Heinzl zu Boden ging. Am 21. Oktober 2012 entschuldigte sich Sido via Twitter bei Heinzls Mutter für eine im Rahmen der Auseinandersetzung geäußerte Beleidigung.
Am 31. Oktober 2012 teilte der ORF mit, dass Sido nach einer Woche Pause wieder Bestandteil der Jury der Sendung Die große Chance sei. Der ORF begründete diese überraschende Entscheidung damit, dass sich beide beteiligten Personen einsichtig ihrer falschen Handlung gezeigt haben und somit die Wiedereinstellung Sidos als Beispiel für das ideale Ende eines Streites – die Versöhnung und der Neustart – zu sehen ist. In seinem Lied Hier bin ich wieder spielt Sido mit der Textzeile „[…] Heinzl macht ne Judorolle. Auf dem Boden, weil er sein Niveau da suchen wollte […]“ auf den Vorfall an.

### Verschwörungstheorien
In einem Video mit dem Hip-Hopper Ali Bumaye erweckte Sido den Eindruck, dass er an die QAnon-Verschwörungstheorie glaubt, der zufolge ein „deep state“, eine unsichtbare Schattenregierung, in unterirdischen Tunnelsystemen Millionen von Kindern missbrauche, foltere und töte und aus ihrem Blut Adrenochrom gewinne. Sido sprach in dem Interview von Kindern, die „auf unerklärliche Weise verschwinden“, und von „sehr reichen, sehr mächtigen Leuten“. Er habe zwar „keine Ahnung“, was sie mit den Kindern machen, er glaube jedoch, dass es „so was“ geben könne. Außerdem, so Sido, glaube er „schon, die großen Medien sind unterwandert. Die gehören alle einem reichen Typen, die sorgen dafür, dass er und seinesgleichen geschützt werden“. Man brauche „wahrhaftige alternative Medien, die auch mal sagen, ich weiß es nicht hundertprozentig, aber es könnte so sein“. Auf Xavier Naidoos Verschwörungstheorien angesprochen, attestierte Sido Naidoo, dieser käme „aus der Frankfurt-Ecke“, und er kenne andere Rapper aus Frankfurt, die bestätigt hätten, es gebe „so was, besonders in Frankfurt“. Sido erklärte, der „alte Rothschild“ habe seinen Sohn nach Frankfurt geschickt, deshalb sei „Frankfurt auch eine Börsenstadt“.
Dafür kritisierte Eliran Kendi von Mannheim24 Sido: Solange man das Wort „Jude“ umgehe und durch „Rothschild“ ersetze, könne man zwar nicht wegen Volksverhetzung belangt werden, verbreite aber dennoch unterschwelligen Judenhass. Kendi zufolge greife Sido „in die antisemitische Trickkiste“ und „trigger[e] […] die Zuschauer gezielt in die Richtung der jüdischen Weltverschwörung“. Auf Hiphop.de sagte Sido, mit den Attila Hildmanns und KenFMs habe er jedoch „nichts zu tun“, er „lache [sich] kaputt über die“.

## Diskografie
Studioalben

| Jahr | Titel Musiklabel                        | Höchstplatzierung, Gesamtwochen, AuszeichnungChartplatzierungen (Jahr, Titel, Musiklabel, Platzierungen, Wochen, Auszeichnungen, Anmerkungen) | Höchstplatzierung, Gesamtwochen, AuszeichnungChartplatzierungen (Jahr, Titel, Musiklabel, Platzierungen, Wochen, Auszeichnungen, Anmerkungen) | Höchstplatzierung, Gesamtwochen, AuszeichnungChartplatzierungen (Jahr, Titel, Musiklabel, Platzierungen, Wochen, Auszeichnungen, Anmerkungen) | Anmerkungen                                                  |
| Jahr | Titel Musiklabel                        | DE | AT | CH | Anmerkungen                                                  |
| ---- | --------------------------------------- | --- | --- | --- | ------------------------------------------------------------ |
| 2004 | Maske Aggro Berlin (GA)                 | DE3 Gold · (29 Wo.)DE | AT46 (7 Wo.)AT | CH79 (3 Wo.)CH | Erstveröffentlichung: 26. April 2004 Verkäufe: + 100.000     |
| 2006 | Ich Aggro Berlin (GA)                   | DE4 Gold · (32 Wo.)DE | AT21 (15 Wo.)AT | CH18 (28 Wo.)CH | Erstveröffentlichung: 1. Dezember 2006 Verkäufe: + 100.000   |
| 2008 | Ich und meine Maske Aggro Berlin (UMG)  | DE1 ×3Dreifachgold · (… Wo.)DE | AT2 Gold · (26 Wo.)AT | CH2 Platin · (45 Wo.)CH | Erstveröffentlichung: 30. Mai 2008 Verkäufe: + 340.000       |
| 2009 | Aggro Berlin Urban Records (UMG)        | DE5 Gold · (13 Wo.)DE | AT5 (13 Wo.)AT | CH3 (16 Wo.)CH | Erstveröffentlichung: 30. Oktober 2009 Verkäufe: + 100.000   |
| 2013 | 30-11-80 Urban Records (UMG)            | DE1 Platin · (28 Wo.)DE | AT2 Platin · (26 Wo.)AT | CH1 Gold · (21 Wo.)CH | Erstveröffentlichung: 29. November 2013 Verkäufe: + 225.000  |
| 2015 | VI Urban Records (UMG)                  | DE3 Platin · (29 Wo.)DE | AT2 Gold · (18 Wo.)AT | CH1 Gold · (33 Wo.)CH | Erstveröffentlichung: 4. September 2015 Verkäufe: + 217.500  |
| 2016 | Das goldene Album Urban Records (UMG)   | DE2 Gold · (16 Wo.)DE | AT3 (12 Wo.)AT | CH2 (15 Wo.)CH | Erstveröffentlichung: 18. November 2016 Verkäufe: + 100.000  |
| 2019 | Ich und keine Maske Urban Records (UMG) | DE1 Gold · (64 Wo.)DE | AT1 (59 Wo.)AT | CH2 Gold · (54 Wo.)CH | Erstveröffentlichung: 26. September 2019 Verkäufe: + 110.000 |
| 2022 | Paul Urban Records (UMG)                | DE1 Gold · (31 Wo.)DE | AT1 (18 Wo.)AT | CH1 (22 Wo.)CH | Erstveröffentlichung: 8. Dezember 2022 Verkäufe: + 100.000   |

## Filmografie

### Kinofilme
- 2009: Männersache
- 2011: Blutzbrüdaz
- 2015: Halbe Brüder

### Fernsehfilme
- 2013: Die Spätzünder 2 – Der Himmel soll warten
- 2017: Eine Braut kommt selten allein

### Fernsehserien
- 2014: Deutsches Fleisch, Zeichentrickserie für Erwachsene, Sprecher von Rapper Sido in einer Folge
- 2017: Jerks., Comedy-Fernsehserie, Gastauftritte in zwei Folgen
- 2018: Blockbustaz, Comedyserie, Gastauftritte in zwei Folgen der 2. Staffel
- 2020: Check Check, Comedyserie, Gastauftritt in einer Folge der 2. Staffel

### Fernsehshows
- 2007: Popstars
- 2011: Helden von morgen
- 2011: Blockstars – Sido macht Band
- 2012–2013: Die große Chance
- 2016: In the Box
- 2018: X Factor
- 2019: The Voice of Germany, Coach in der 9. Staffel
- seit 2020: Joko & Klaas gegen ProSieben (Gastauftritte)
- 2023: Wer stiehlt mir die Show?, Teilnehmer
- 2024: Der Clark Final Fight Stefan Raab vs. Regina Halmich (Gastauftritt)
- 2025: Raabs Pokernacht, Teilnehmer

## Auszeichnungen
1 Live Krone
- 2015: in der Kategorie Beste Single für Astronaut mit Andreas Bourani
- 2019: in der Kategorie Bester Künstler

Comet
- 2004: in der Kategorie Newcomer National
- 2009: in der Kategorie Bester Song
- 2010: in der Kategorie Bester Song
- 2011: in der Kategorie Bester Künstler

Deutscher Musikautorenpreis
- 2015: Erfolgreichstes Werk des Jahres für Au revoir mit Mark Forster
- 2016: Erfolgreichstes Werk des Jahres für Astronaut mit Andreas Bourani

ECHO Pop
- 2010: in der Kategorie Bestes Video für Hey du!
- 2012: in der Kategorie Bestes Video für So mach ich es mit Bushido

Hiphop.de Awards
- 2011: Bestes Video National für So mach ich es (mit Bushido)[76]
- 2013: Bestes Video National für Einer dieser Steine[77]
- 2018: Lebenswerk national

Bravo Otto
- 2004: in Gold in der Kategorie Rapper National
- 2006: in Silber in der Kategorie Bester Rapper National
- 2007: in Silber in der Kategorie Bester Rapper National

Juice-Awards
- 2006: Platz 1 in der Kategorie Album National für Ich

Goldenes Tape
- 2007: für 15 Nummer-1-Platzierungen des Videos Straßenjunge in der MTV-Show Total Request Live

Swiss Music Awards
- 2009: in der Kategorie Best Album Urban International

MTV Europe Music Awards
- 2010: in der Kategorie Best German Act

Guinness World Records
- 2023: In der Sendung Wer stiehlt mir die Show? stellte Sido einen Weltrekord auf, indem er mit sieben Stück die „meisten Donuts in 30 Sekunden“ aufeinanderstapelte.[78] Der Rekord wurde schon wenige Monate später von einem Zuschauenden gebrochen.[79]